# Santana dos Garrotes
Santana dos Garrotes är en kommun i Brasilien.   Den ligger i delstaten Paraíba, i den östra delen av landet, 1 400 km nordost om huvudstaden Brasília. Antalet invånare är 7 266.
Omgivningarna runt Santana dos Garrotes är huvudsakligen savann. Runt Santana dos Garrotes är det ganska glesbefolkat, med 22 invånare per kvadratkilometer.